# الخطإبية (العدين)

تعديل مصدري - تعديل

الخطابية محلة تابعة لقرية ذي معيد، التابعة لعزلة شلف بمديرية العدين إحدى مديريات محافظة إب في الجمهورية اليمنية، بلغ تعداد سكانها 53 حسب تعداد اليمن لعام 2004.